# René Thys
René Thys (Brugge, 20 februari 1899 - 29 juni 1978) was een Belgisch kunstschilder, behorende tot de zogenaamde Brugse School.

## Levensloop
Hij werd geboren in het kinderrijke gezin in de Westmeers van huisschilder Arthur Thys en van Jeannette Van Daele. Hij trouwde met kantlerares Anna Vandeputte en ze woonden in de Balstraat. Ze kregen vier kinderen en hun zoon, Omer Thys, werd architect. Beroepshalve was René controleur bij de Administratie van Bruggen en Wegen. Hij werd ook leraar tekenen aan de Brugse nijverheidsschool.
Voor zijn opleiding als kunstenaar volgde hij van 1911 tot 1920 de lessen aan de kunstacademies van Brugge (vooral bij Flori Van Acker en Jef Vande Fackere) en van Gent. Hij was penningmeester van de Westvlaamse Kunstkring en was ook actief in de oud-leerlingenbond van de Brugse academie.
Hij drukte zich in een persoonlijke figuratieve stijl uit, soms enigszins kubistisch, zowel voor religieuze schilderijen als voor traditionele Brugse thema's, zoals stadsgezichten, stillevens, af en toe een portret en ook paarden.